# Shaun Cummings
Shaun Cummings (Londra, 25 febbraio 1989) è un ex calciatore inglese naturalizzato giamaicano, di ruolo difensore.

## Palmarès

### Club

#### Competizioni nazionali
- Football League Championship: 1

Reading: 2011-2012